# René Makondele
René Muzola Makondele (* 20. dubna 1982, Kinshasa, Zaire, dnešní DR Kongo) je fotbalista, útočník nebo ofenzivní záložník z Demokratické republiky Kongo. V současnosti působí ve švédském klubu BK Häcken.

## Klubová kariéra
René Makondele začínal s fotbalem ve své vlasti v klubu Kinshasa City, odkud jej společně s Yannickem Bapupou a Blaise Mbembou zlanařili do Švédska skauti klubu Djurgårdens IF. Během působení v Djurgårdenu většinou střídal (ale získal zde dva ligové a dva pohárové triumfy); a v roce 2005 odešel na hostování do klubu Gefle IF. Zde zaujal trenér Pera Olssona natolik, že se uskutečnil jeho přestup z Djurgårdenu. V klubu zůstal další rok a půl.
V polovině sezóny 2007 (ve Švédsku se liga hraje systémem jaro–podzim) podepsal smlouvu s konkurenčním klubem Helsingborgs IF. V roce 2010 se z důvodu malé herní vytíženosti rozhodl změnit angažmá. Jeho předchozí kluby Djurgårdens IF i Gefle IF projevily zájem, ale hráč nabídky odmítl a odešel do BK Häcken, kde podepsal tříletou smlouvu. V sezóně 2012 skončil s BK Häcken na druhé příčce v konečné tabulce Allsvenskan.
18. července 2013 nastoupil v prvním utkání druhého předkola Evropské ligy 2013/14 proti domácímu českému celku AC Sparta Praha a v 77. minutě vstřelil vyrovnávající branku na konečných 2:2, švédský klub si tak odvezl nadějný výsledek do odvety, kterou nakonec zvládl díky výhře 1:0 a postoupil do třetího předkola.